# Liste des sites Ramsar en Guinée équatoriale
Cet article recense les zones humides de Guinée équatoriale concernées par la convention de Ramsar.

## Statistiques
La convention de Ramsar est entrée en vigueur en Guinée équatoriale le 2 octobre 2003.
En janvier 2020, le pays compte 3 sites Ramsar, couvrant une superficie de 1 360 km2.

## Liste
| Site                                         | Province | Notes | Date        | Superficie (km²) | Altitude (m) | Identifiant Ramsar | Identifiant WDPA | Coordonnées                     | Photo |
| -------------------------------------------- | -------- | ----- | ----------- | ---------------- | ------------ | ------------------ | ---------------- | ------------------------------- | ----- |
| Île d'Annobón                                | Annobón  |       | 2 juin 2003 | 230,00           | 0 - 300      | 1309               | 901293           | 1° 26′ 06″ sud, 5° 38′ 10″ est  |       |
| Ntem                                         | Litoral  |       | 2 juin 2003 | 330,00           |              | 1310               | 901295           | 2° 10′ 37″ nord, 9° 51′ 22″ est |       |
| Réserve naturelle de l'estuaire du Muni (es) | Litoral  |       | 2 juin 2003 | 800,00           |              | 1311               | 901294           | 1° 06′ 32″ nord, 9° 47′ 42″ est |       |